# Marijana Jankovic
Marijana Jankovic (serbisch-kyrillisch Маријана Јанковић; * 7. April 1982 in Berane) ist eine dänische Schauspielerin serbischer Herkunft.

## Leben und Wirken
Marijana Jankovic wurde in Berane im damaligen Jugoslawien geboren. Im Jahr 1988 siedelten die Eltern mit ihr und den Geschwistern nach Dänemark über.
Nach ihrem Abitur absolvierte sie von 2003 bis 2006 an der Staatlichen Theaterschule in Kopenhagen ihre Schauspielausbildung. Im Jahr 2006 hatte sie ihr Bühnendebüt als Darstellerin am Aarhus Teater. Sie stand auch am Königlichen Theater Kopenhagen, am Nørrebro-Theater oder am Betty-Nansen-Theater auf der Bühne.
Seit 2008 wirkte Jankovic als Schauspielerin in bislang mehr als 40 Film-und-Fernsehproduktionen mit. Im Jahr 2011 wurde sie für ihre Rolle als Helena in dem Politthriller Alting bliver godt igen mit dem Bodil als Beste Nebendarstellerin ausgezeichnet. 2018 erhielt sie den Teaterpokalen.
Jankovic spricht neben Dänisch auch Serbisch, Deutsch und Englisch.

## Filmografie
- 2008: Dansen
- 2008: Der Kandidat (Kandidaten)
- 2009: Protectors – Auf Leben und Tod (Livvagterne, Fernsehserie, 2 Folgen)
- 2009: Lulu und Leon
- 2010: Alting bliver godt igen
- 2011: Beast
- 2011: Nordlicht – Mörder ohne Reue (Den som dræber, Fernsehserie, 2 Folgen)
- 2013: Die Brücke – Transit in den Tod (Bron/Broen, Fernsehserie, Folge 2x09)
- 2013: Erbarmen (Kvinden i buret)
- 2014: Ækte vare
- 2014: Die Erbschaft (Arvingerne, Fernsehserie, 4 Folgen)
- 2015: Lang historie kort
- 2015: The Idealist – Geheimakte Grönland (Idealisten)
- 2015: Juleønsket (Fernsehserie, 24 Episoden)
- 2015–2017: Norskov (Fernsehserie, 14 Episoden)
- 2016: Fuglene over sundet
- 2017: Aldrig mere i morgen
- 2017: QEDA
- 2018: Die Frau im Eis (Vargur)
- 2018 The House That Jack Built
- 2019: Bedrag III
- 2019: Follow the Money (Fernsehserie, 9 Folgen)
- 2019: Fred til lands
- 2019: Mødregruppen
- 2021: Ein völlig verrücktes Halloween (Forsvundet til Halloween)
- 2022: Dag & Nat (Fernsehserie, 8 Folgen)
- 2022: Elvira (Fernsehserie, 6 Folgen)
- 2024: Den gode stemning (Fernsehserie, 2 Folgen)